# Taeniatherum
Taeniatherum es un género monotípico de plantas herbáceas de la familia de las gramíneas o poáceas. Su única especie, Taeniatherum caput-medusae, es originaria de la región del Mediterráneo hasta el noroeste de la India. 
Algunos autores lo incluyen en el género Elymus.

## Descripción
Son plantas anuales que alcanzan un tamaño de 20-40 (-50) cm de altura. Tallos erectos o ascendentes, frecuentemente geniculados en los nudos, glabros. Hojas más superiores espatiformes antes de la antesis; vaina pubérula con pelos de menos de 0,2 mm; lígula de 0,3-0,4 mm; limbo de 3,5-12 x 0,1-0,5 cm, laxamente hirsuto, con pelos rígidos de 1 mm. Espiga de 2-3,5 cm. Glumas de c. 2,5-6 cm, patentes e incurvas en la madurez. Lema fértil de 8-16 cm (incluida la arista), pustulada, escábrida o lisa, con arista recta en la antesis, retorcida y geniculada en la madurez. Pálea de 6-8 mm, linear-elíptica, truncada. Anteras de 1 mm. 2n = 14 (Huelva). Florece y fructifica de abril a mayo.

## Distribución y hábitat
Se encuentra en los pastizales generalmente secos sobre suelos ácidos. Aparece en lugares rocosos y pedregosos, principalmente en laderas y en garrigas, campos secos. Frecuente en la península ibérica en Zújar, Los Pedroches, Sierra Norte, Aracena, Andévalo y Vega del Guadalquivir. Región mediterránea.

## Taxonomía
Taeniatherum caput-medusae fue descrita por (L.) Nevski y publicado en Trudy Bot. Inst. Akad. Nauk S.S.S.R., Ser. 1, Fl. Sist. Vyssh. Rast. 1: 22 (1933), in obs.; in Acta Univ. As. Med. Ser. VIII b, Bot. Fasc. 38 (1934)
Etimología
Taeniatherum: nombre genérico que deriva del griego ταινία - tainia = (cinta) y ἀθήρ - athêrr = (arista), en alusión a la lema con aristas de base plana.
Citología
Tiene un número de cromosomas de: x = 7. 2n = 14. 2 ploidias.
Sinonimia
- Lista de sinónimos de Taeniatherum caput-medusae[4][5]

## Nombres comunes
- Castellano: cabeza de medusa, espiga erizada, rompesacos, rompe sacos.[6]